# Ordoño IV Nikczemny
Ordoño IV Nikczemny, Ordoño IV Zły (zm. w 962) – król Leónu w latach 958-960, syn Alfonsa IV Mnicha.
W roku 958 z pomocą hrabiego Kastylii, Fernana Gonzaleza, obalił i wygnał swojego kuzyna Sancha I Otyłego. Przez okres swoich rządów pozostawał pod wielkim wpływem hrabiego Kastylii. W 960 roku, jego poprzednik na leóńskim tronie, z pomocą Maurów pozbawił go tronu i wygnał. Ordoño zmarł na wygnaniu.